# نديم إلياس
د.نديم إلياس (ولد في مكة المكرمة في 1 سبتمبر 1945) رئيس المجلس المركزي للمسلمين في ألمانيا سابقا. نديم هو مسلم سني.
غادر د.نديم إلياس المملكة العربية السعودية في عام 1964 ودرس الطب والعلوم الإسلامية في ألمانيا ومارس طب النساء والولادة. نديم متزوج وله أربعة أطفال.
شغل د.نديم منصب رئيس المجلس المركزي للمسلين في ألمانيا بين 1995 و 2006، وخلفه في منصبه أيوب أكسل كولر.

## روابط خارجية
- نديم إلياس على موقع مونزينجر (الألمانية)